# Locking

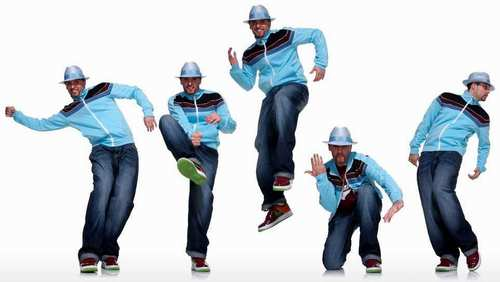
Un ballarí fent moviments de locking.

El Campbellocking o locking és un estil de dansa que es basa en el funk i el ball de carrer, que avui en dia s'associa amb moviments de Hip Hop. El nom està basat amb el concepte de lock (bloqueig), que juntament amb una sèrie de passos i combinacions d'ells es dona forma a l'estil. Va ser creat a la dècada de 1960 per Don Campbell a Califòrnia.